# Zaretis
Zaretis é um gênero de insetos, proposto por Jakob Hübner em 1819; contendo borboletas neotropicais da família Nymphalidae e subfamília Charaxinae, distribuídas do México à Argentina; se alimentando de substâncias em umidade mineralizada do solo ou podendo ser vistas sugando fermentação em frutos caídos e exsudações em troncos de árvores ou folhagem; em florestas tropicais e subtropicais úmidas ou outros habitats semi-sombreados, onde tendem a voar para as árvores e se depositar sob as folhas ou pequenos galhos; pois seus perfis são parecidos a uma folha seca, com um ápice falciforme na asa anterior e uma cauda curta na asa posterior, podendo ter falsas manchas de bolor ou uma nervura central desenhada. Algumas formas da estação seca, em Zaretis, apresentam manchas translúcidas que têm uma notável semelhança com tecido vegetal mordiscado por besouros ou lagartas. Em uma espécie, Zaretis callidryas, a padronagem é de folha esverdeada. Apresentam, vistos por cima, cores que passam do castanho ao amarelo, laranja e abóbora. Fêmeas tendem a possuir colorações mais pálidas que as dos machos. São conhecidas, em língua portuguesa, por borboleta-folha ou folha-seca.

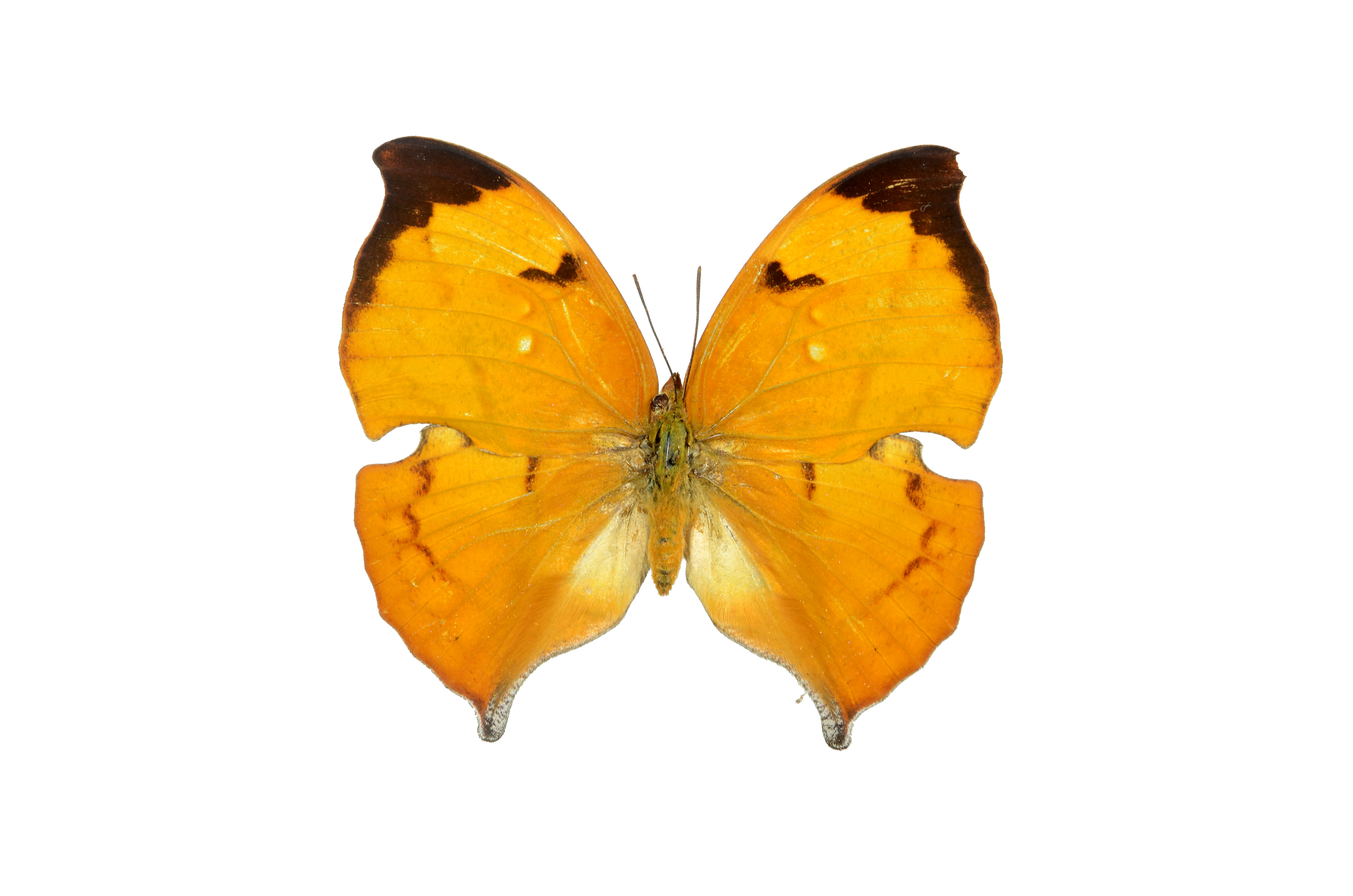
Vista superior da fêmea de Z. isidora. O gênero Zaretis fora, outrora, um subgênero de Anaea.
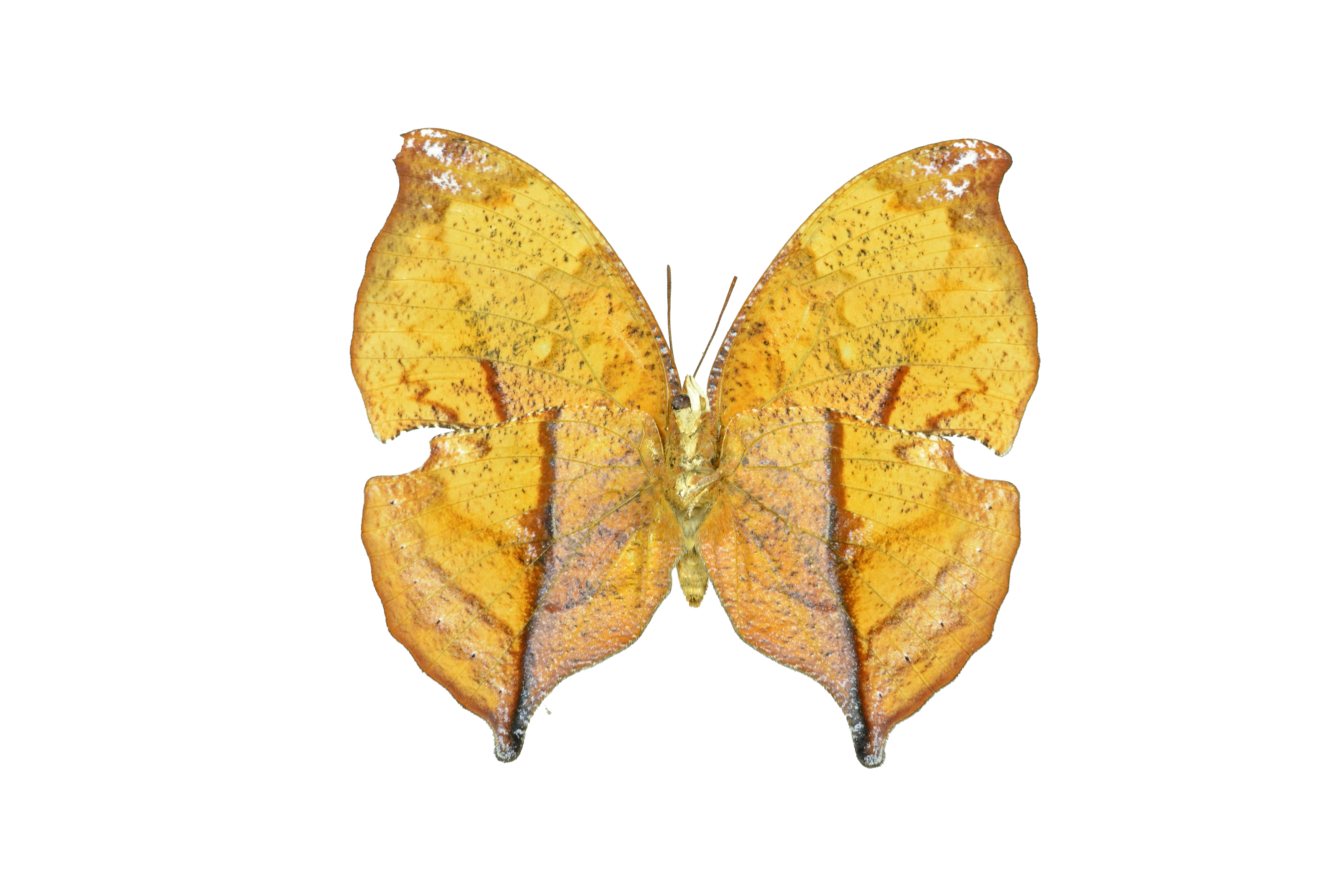
Vista inferior da fêmea de Z. isidora.

## Espécies e nomenclatura vernácula inglesa
- Zaretis callidryas (R. Felder, 1869) - Pale Leafwing[2][9]
- Zaretis delassisei X. Choimet, 2009 - Localidade-tipo: Equador[2]
- Zaretis ellops (Ménétriés, 1855) - Seasonal Leafwing[2][10][11]
- Zaretis isidora (Cramer, 1779) - Espécie-tipo: Isidora Leafwing*[2][3]
- Zaretis itys (Cramer, 1777) - Itys Leafwing[2]; Skeletonized Leafwing*[4]
- Zaretis pythagoras Willmott & J. Hall, 2004 - Localidade-tipo: Equador[2][8]
- Zaretis syene (Hewitson, 1856) - Localidade-tipo: Colômbia[2]

(*) espécies encontradas no território brasileiro, de acordo com o livro Butterflies of Brazil / Borboletas do Brasil, de Haroldo Palo Jr.